# ناتالینو
ناتالینو (به لاتین: Natalyino) یک منطقهٔ مسکونی در روسیه است که در استان آمور واقع شده‌است.